# Famiglia reale norvegese

La famiglia reale di Norvegia è la famiglia di re Harald V di Norvegia. In Norvegia c'è distinzione tra la casa reale e la  famiglia reale. 
La casa reale include solo il re, la regina, il figlio maggiore del re e la sua consorte, il principe ereditario e la principessa ereditaria ed il figlio maggiore del principe ereditario, la principessa Ingrid Alexandra. La famiglia reale comprende anche tutti i restanti figli, nipoti, fratelli del re ed i loro coniugi, che non sono parte della più ristretta casa reale.
I membri della casa reale detengono l'appellativo di "maestà" (S.M.) o "altezza reale" (S.A.R.) ed il loro compleanno è un giorno ufficiale della bandiera. I principi e le principesse della famiglia reale detengono l'appellativo di "altezza" (S.A.).

## Storia della monarchia
Harald Bellachioma (Harald I) era figlio di uno dei governanti regionali della Norvegia, discendente dalla famiglia reale svedese Yngling. Sconfisse gli altri governanti per unire il paese e diventare il suo primo re. Il regno ereditario di Norvegia, costituito da almeno tre linee genealogiche separate di monarchi ognuno presunto discendente di Harald I Bellachioma, fu l'unico reame nella Scandinavia medievale che era ufficialmente ereditario e non elettivo.
Dopo la morte di Haakon V di Norvegia, la corona passò al nipote Magnus IV di Svezia. Nel 1397, Danimarca, Svezia e Norvegia diedero vita all'Unione di Kalmar sotto la regina Margherita I di Danimarca che era sposata con Haakon VI di Norvegia e Svezia. Governò ufficiosamente tutti e tre i paesi fino alla sua morte.
La Svezia si separò dall'Unione di Kalmar nel 1523. Nel 1469 il re norvegese impegnò le isole Orcadi e le Shetland con la corona di Scozia come ipoteca per un debito di dote. Nel 1814 la Danimarca cedette la Norvegia (ma non le sue dipendenze: Islanda, Groenlandia ed isole Færøer) alla Svezia.
Nel 1905 la Norvegia divenne indipendente. Il suo nuovo governo offrì la corona al principe Carl, secondo figlio maschio di Federico VIII di Danimarca. Dopo essere stato approvato con un voto popolare, Carl fu incoronato Haakon VII di Norvegia.
La Norvegia è una monarchia costituzionale.
L'ascendenza dell'attuale re è mostrata nell'Ahnentafel di Harald V di Norvegia.

## Membri attuali

### Casa reale
Come riportato dal sito ufficiale della monarchia norvegese sono membri della Casa reale:
- Il re e la regina, sua moglie:
  - S.M. re Harald V, nato il 21 febbraio 1937 (88 anni)
  - S.M. regina Sonja, nata il 4 luglio 1937 (87 anni)
- Il principe ereditario e sua moglie, figlio e nuora del re:
  - S.A.R. principe ereditario Haakon, nato il 20 luglio 1973 (51 anni)
  - S.A.R. principessa ereditaria Mette-Marit, nata il 19 agosto 1973 (51 anni)
- La prima figlia del principe ereditario, prima nipote del re:
  - S.A.R. principessa Ingrid Alexandra, nata il 21 gennaio 2004 (21 anni)

### Famiglia reale
Oltre alla casa reale, come riportato dal sito ufficiale con la dicitura "altri reali", la Famiglia reale include:
- Il secondo figlio del principe ereditario:
  - S.A. principe Sverre Magnus, nato il 3 dicembre 2005 (19 anni)
- La figlia del re:
  - S.A. principessa Marta Luisa, signora Verret[1], nata il 22 settembre 1971 (53 anni)
- La sorella del re:[2]
  - S.A. principessa Astrid, signora Ferner, nata il 12 febbraio 1932 (93 anni)

### Famiglia del re
I seguenti familiari del re non appartengono alla Casa reale a alla Famiglia reale, ma compongono al sua Famiglia:
- Il figliastro del principe ereditario:
  - Marius Borg Høiby (figlio naturale della principessa ereditaria) nato il 13 gennaio 1997 (28 anni)
- Il genero del re:
  - Durek Verret (marito della principessa Marta Luisa), nato il 17 novembre 1974 (50 anni)
- Le altre nipoti del re, figlie della figlia e del suo primo marito:
  - Maud Angelica Behn (prima figlia di Marta Luisa) nata il 29 aprile 2003 (21 anni), ancora nubile
  - Leah Isadora Behn (seconda figlia di Marta Luisa) nata l'8 aprile 2005 (19 anni), ancora nubile
  - Emma Tallulah Behn (terza figlia di Marta Luisa) nata il 29 settembre 2008 (16 anni), ancora nubile
- I nipoti del re, figli delle sue sorelle:
  - Haakon Lorentzen (figlio della principessa Ragnhild), nato il 23 agosto 1954 (70 anni), coniugato con discendenza
  - Ingeborg Lorentzen (prima figlia della principessa Ragnhild), nata il 27 febbraio 1957 (68 anni), coniugata con discendenza
  - Ragnhild Lorentzen (seconda figlia della principessa Ragnhild), nata il 8 maggio 1968 (56 anni), coniugata con discendenza
  - Cathrine Ferner (prima figlia della principessa Astrid), nata il 22 luglio 1962 (62 anni), coniugata con discendenza
  - Benedikte Ferner (seconda figlia della principessa Astrid), nata il 27 settembre 1963 (61 anni), coniugata senza discendenza
  - Alexander Ferner (primo figlio della principessa Astrid), nato il 15 marzo 1965 (59 anni), coniugato con discendenza
  - Elisabeth Ferner (terza figlia della principessa Astrid), nata il 30 marzo 1969 (55 anni), coniugata con discendenza
  - Carl-Christian Ferner (secondo figlio della principessa Astrid), nato il 22 ottobre 1972 (52 anni), coniugato con discendenza

## Membri deceduti
- (1938) S.M. regina Maud (1869-1938), nata principessa del Regno Unito, nonna paterna del re
- (1954) S.A.R. principessa ereditaria Marta (1901-1954), nata principessa di Svezia, madre del re
- (1957) S.M. re Haakon VII (1872-1957), nato principe di Danimarca, nonno paterno del re
- (1991) S.M. re Olav V (1903-1991), nato principe di Danimarca, padre del re
- (2012) S.A. principessa Ragnhild, signora Lorentzen (1930-2012), prima sorella del re
- (2015) Johan Ferner (1927-2015), cognato del re, marito della principessa Astrid
- (2019) Ari Behn (1972-2019), genero del re, primo ed ex marito della principessa Marta Luisa
- (2021) Erling Lorentzen (1923-2021), cognato del re, vedovo della principessa Ragnhild

## Linea di successione
Fino al 1990 solo gli uomini potevano ereditare il trono norvegese (legge salica). Nel 1990, la legge di successione fu cambiata così che il figlio maggiore sarebbe successo al trono, indipendentemente dal sesso. Questa modifica ha effetti solo su coloro che sono nati nel 1990 o successivamente. Alle femmine nate tra il 1971 e il 1990 sono stati concessi diritti alla successione, ma i loro fratelli sono collocati prima di loro nella linea di successione (primogenitura). Le femmine nate prima del 1971 continuano ad essere escluse dalla successione.
In pratica, questo significa che la principessa Marta Luisa, sebbene sia maggiore di età del Principe Ereditario, è collocata dopo di lui ed i suoi figli nella linea di successione. La principessa Ragnhild e la principessa Astrid non sono nella linea di successione, poiché nate prima del 1971, ed a loro viene applicata la legge salica. Tuttavia la principessa Ingrid Alexandra sarà posta prima di suo fratello, perché è nata dopo il 1990.
L'attuale linea di successione è la seguente:
1. principe ereditario
2. principessa Ingrid Alexandra
3. principe Sverre Magnus
4. principessa Marta Luisa
5. Maud Angelica Behn
6. Leah Isadora Behn
7. Emma Tallulah Behn